# سراب داود (مقاطعة دلفان)
سراب داود (بالفارسية: سراب داود) هي قرية تقع في قسم خاوة الشمالي الريفي (مقاطعة دلفان) في إيران.